# Domenico Marinangeli
Domenico Marinangeli (Rocca di Cambio, 4 agosto 1831 – L'Aquila, 6 marzo 1921) è stato un patriarca cattolico italiano.

## Biografia
Nacque il 4 agosto 1831 a Rocca di Cambio da Carmine e Rachele Tomassi, membri di una famiglia distinta, agiata e profondamente cristiana, cardine che fu alla base della sua vocazione sacerdotale.
Iniziò i propri studi nel paese natale e il suo primo educatore fu lo zio Eusanio Marinangeli, abate-parroco di Rocca di Cambio. Successivamente, frequentò il collegio di San Francesco dei gesuiti dell'Aquila, dove compì studi di letteratura e filosofia; trasferitosi quindi a Roma, ottenne la laurea in utroque iure. Ordinato sacerdote il 19 ottobre 1856, fu richiamato all'Aquila dal vescovo della città come insegnante presso il medesimo seminario in cui aveva studiato.
Distintosi per eloquenza e ingegno, venne nominato motu proprio da papa Leone XIII il 27 marzo 1882 vescovo di Foggia; venne consacrato il 2 aprile nella chiesa di Santa Maria Annunziata a Tor de' Specchi da Raffaele Monaco La Valletta, cardinale presbitero di Santa Croce in Gerusalemme, insieme a Giulio Lenti e Placido Maria Schiaffino come co-consacranti. Il 16 gennaio 1893 fu invece nominato arcivescovo di Trani e Barletta, con uniti i titoli di Bisceglie e Nazareth. Nel 1898 venne richiamato a Roma e il 5 febbraio fu elevato alla dignità di patriarca di Alessandria dei Latini.
Morì all'Aquila il 6 marzo 1921 in un palazzo di sua proprietà; le esequie furono celebrate nella cattedrale cittadina e l'elogio funebre venne tenuto da Carlo Pietropaoli, suo compaesano e vescovo titolare di Calcide di Grecia.

## Genealogia episcopale
La genealogia episcopale è:
- Cardinale Scipione Rebiba
- Cardinale Giulio Antonio Santori
- Cardinale Girolamo Bernerio, O.P.
- Arcivescovo Galeazzo Sanvitale
- Cardinale Ludovico Ludovisi
- Cardinale Luigi Caetani
- Cardinale Ulderico Carpegna
- Cardinale Paluzzo Paluzzi Altieri degli Albertoni
- Papa Benedetto XIII
- Papa Benedetto XIV
- Cardinale Enrico Enriquez
- Arcivescovo Manuel Quintano Bonifaz
- Cardinale Buenaventura Córdoba Espinosa de la Cerda
- Cardinale Giuseppe Maria Doria Pamphilj
- Papa Pio VIII
- Papa Pio IX
- Cardinale Raffaele Monaco La Valletta
- Patriarca Domenico Marinangeli